# Almelo
Almelo, parfois écrit Almélo en français, est une commune néerlandaise, dans la province d'Overijssel.

## Économie
L'un des principaux employeurs de la ville est l'usine Urenco d'enrichissement par centrifugation gazeuse, qui produit de l'uranium enrichi à environ 5 % d'uranium-235, qui sert de combustible pour les réacteurs des centrales électronucléaires, et de l'uranium appauvri.

## Histoire
Almelo fut une commune indépendante avant le 1er juillet 1818 et l'est de nouveau depuis le 1er janvier 1914. En 1818, Almelo fut scindé en deux communes distinctes : la ville (commune de Stad Almelo et la campagne environnante (commune de Ambt Almelo). En 1914, Ambt Almelo et Stad Almelo sont de nouveau regroupés en une seule commune.

## Patrimoine
- Basilique Saint-Georges d'Almelo

## Galerie

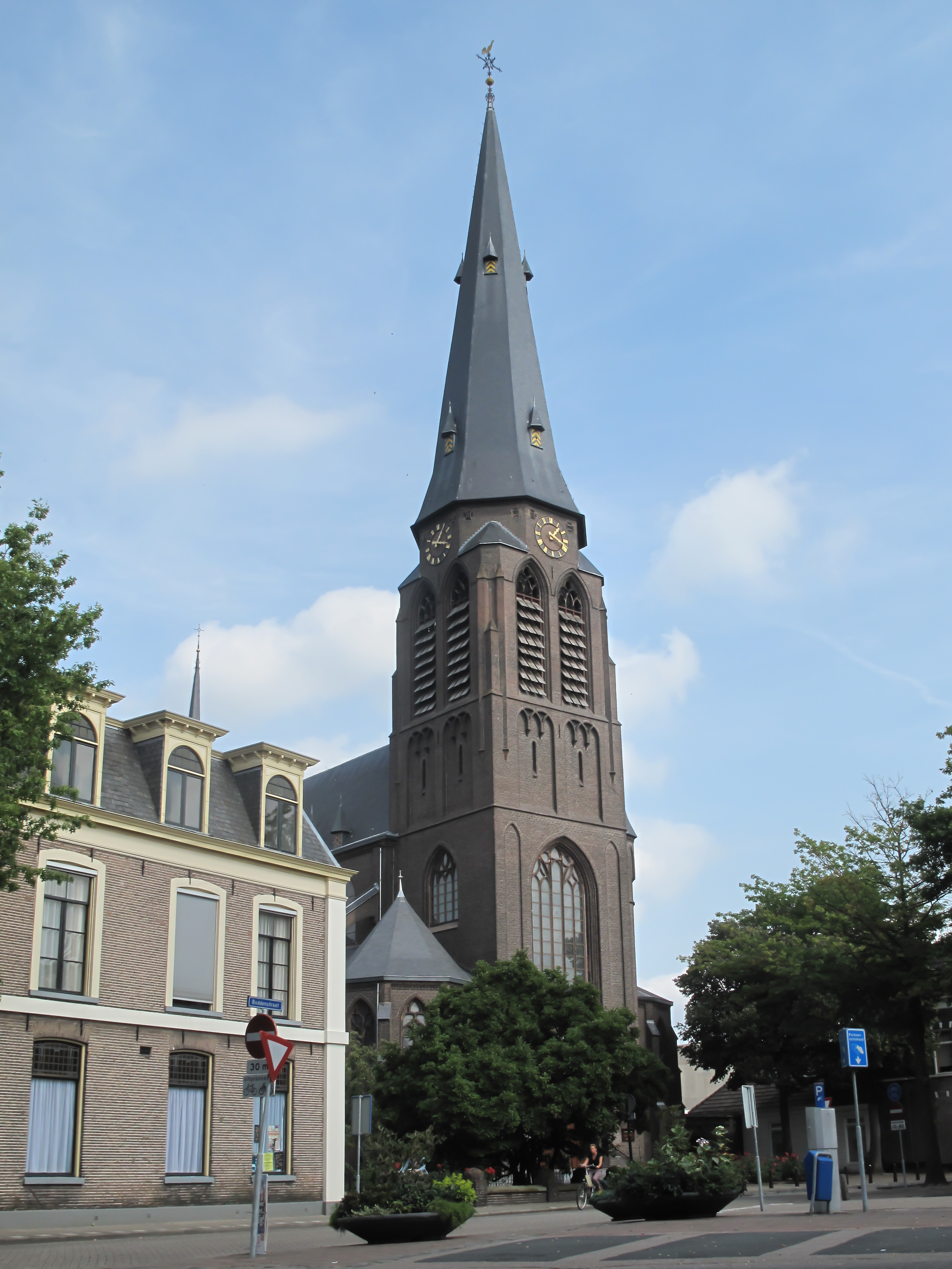
Vue de la basilique Saint-Georges
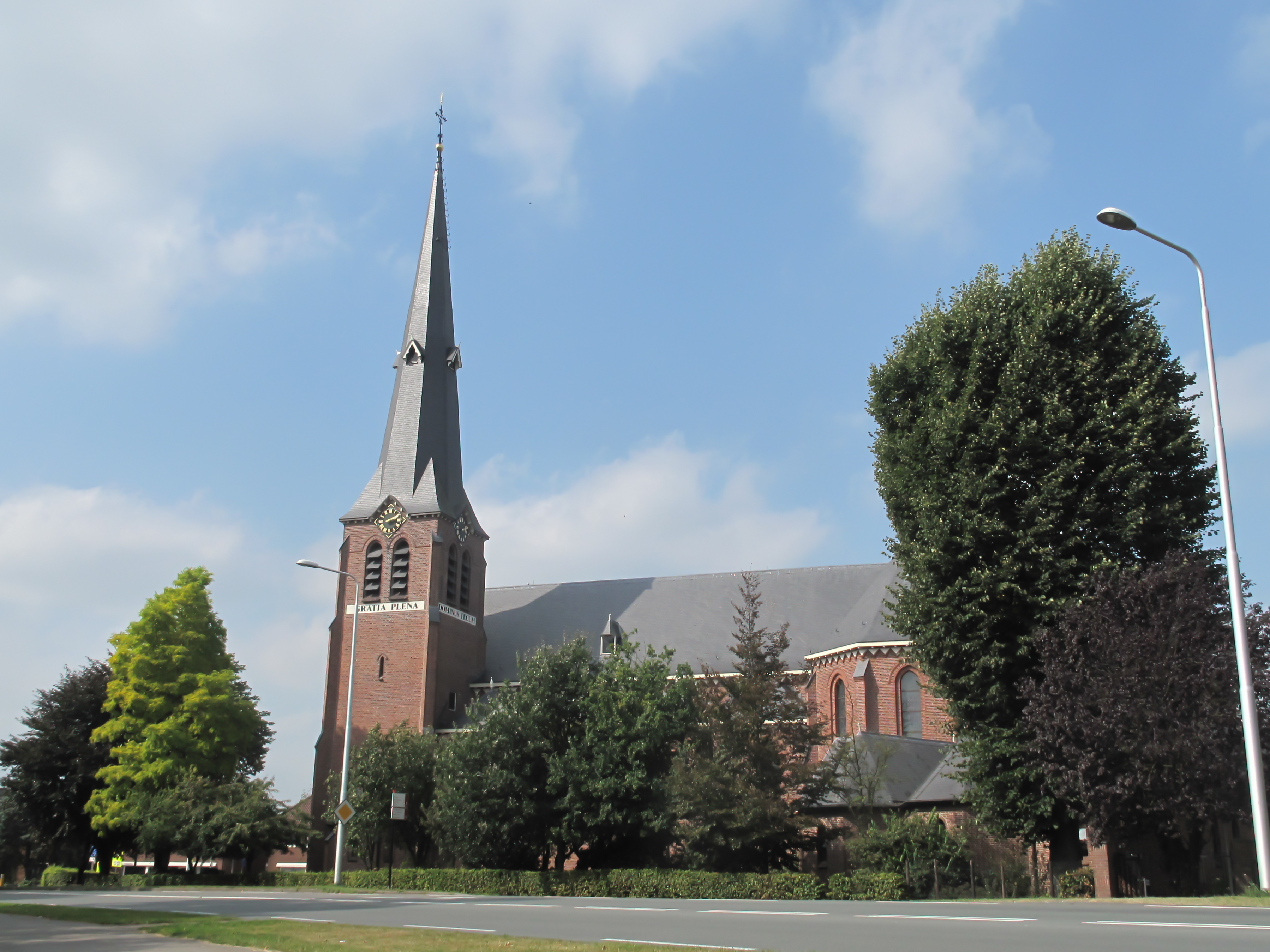
Paroisse Sainte-Marie
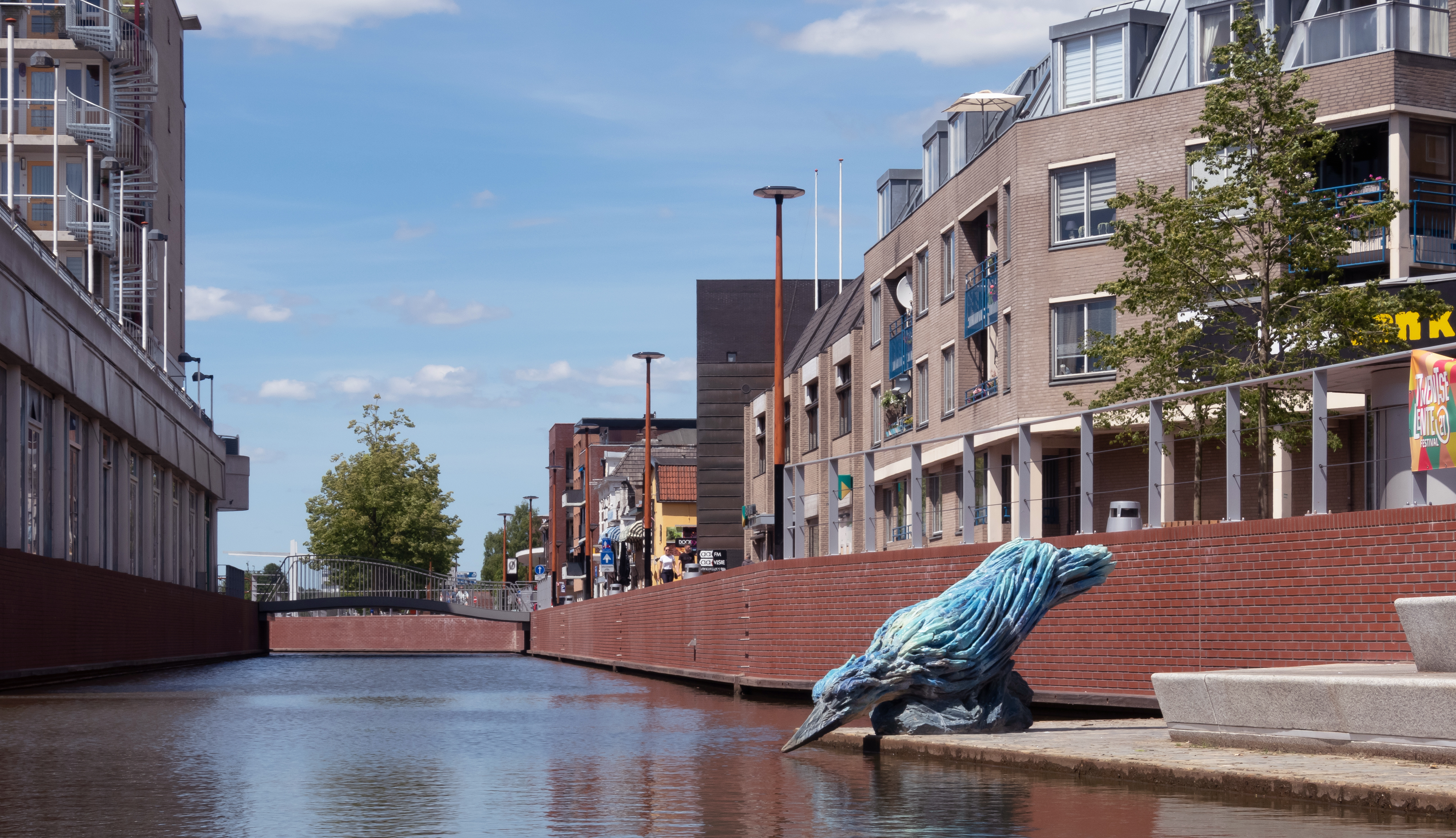
Sculpture d'un oiseau sur la Marktplein

## Personnalités
- Hendrik Jan Colmschate (1754-1829), homme politique néerlandais né et mort à Almelo.
- Jules Hedeman (1869-1916), journaliste français né à Almelo.
- Cees van der Aa (1883-1950), peintre et marchand d'art, né et mort à Almelo.
- Herman Finkers (1954-) chanteur et humoriste né à Almelo.
- Korneel Evers (1979-), acteur et artiste de cabaret né à Almelo.

## Jumelage
- Iserlohn (Allemagne) depuis 1954
- Preston (Royaume-Uni)